# Джеймс Уилсон (Доктор Хаус)
Джеймс Эван Уилсон (англ. James Evan Wilson) — персонаж американского телесериала «Доктор Хаус», заведующий отделением онкологии в учебном госпитале Принстон-Плейнсборо. Он впервые появляется в пилотной серии, представив Хаусу его новое дело. Джеймс — единственный друг Хауса, его честь и совесть.
По словам исполнителя роли Уилсона, Роберта Шона Леонарда, первоначально планировалось, что он будет просто помощником Грегори Хауса в его медицинских расследованиях, как доктор Ватсон был помощником Шерлока Холмса. Однако после начала сериала роль «помощников» разделили между собой члены команды Хауса.

## Биография
Джеймс Уилсон родился в еврейской семье, у него есть два брата . Медицинское образование Уилсон получил в университете Макгилла в Монреале Колумбийском и Пенсильванском университете. Он был женат три раза (первая жена Сэм, вторая — Бонни, третья — Джулия), а также встречался с Эмбер, одной из кандидаток в команду Хауса, и со своей первой женой Сэм. В 16 серии 8 сезона мы узнаём о ещё одной пассии Уилсона - Бэт - с которой они расстались 11 лет назад. У Джеймса нет детей.
Познакомился с Хаусом вскоре после окончания института во время медицинской конференции в Новом Орлеане, когда Уилсон бросил в баре бутылку в зеркало и был арестован, а Хаус внёс за него залог.
Дружба Уилсона и Хауса во многом основана на притяжении противоположностей. Общительный и открытый Уилсон совершенно не похож на замкнутого и грубого Хауса.
Вероятно, по этой же причине Уилсона привлекает «Беспощадная Стерва» Эмбер, женский вариант Хауса, которая абсолютно не похожа на других его женщин. По словам Хауса, Уилсона обычно влечёт жалость и желание «вылечить» их (одной из девушек Уилсона была его пациентка, больная раком), и после того, как ему это удаётся, он первый теряет к ним интерес и начинает изменять.
В противоположность неряшливому Хаусу, Уилсон всегда носит медицинский халат, на левый карман которого надет протектор для карандашей и ручек. На работе его обычно можно увидеть в костюме с галстуком, в неофициальной обстановке он носит свитер.
Работа Уилсона часто бывает связана со смертью пациентов, и он всегда готов к сочувствию и состраданию. Уилсон редко помогает Хаусу в расследовании намеренно, но часто именно во время разговоров с ним у Хауса рождаются блестящие догадки, которые приводят к разрешению медицинского случая. Также Хаус иногда обращается к нему, когда требуется уговорить пациента или его родных принять предложенное лечение.
Уилсон всегда старается помочь и оправдать Хауса даже в самой критической ситуации, хотя Хаус постоянно подшучивает и издевается над ним. Чтобы защитить Хауса, он готов даже потерять свою работу.
Но Уилсон не всегда безропотно выносит шутки Хауса и вполне способен, например, подпилить его трость. Пытаясь «исправить» Хауса, он часто действует исподтишка, перепоручая главную работу Кадди.
И несмотря на то, что Уилсон постоянно читает Хаусу нотации, доводя его до бешенства, его собственная жизнь тоже далека от идеальной, и он даже тайно страдает от клинической депрессии.
Кроме того, в соответствии с личным делом Хауса, Уилсон является его лечащим врачом, а также именно Уилсон указан как человек, с которым необходимо связаться в случае чрезвычайной ситуации с Хаусом.
В серии «Душа и тело» (8 сезон, 18 серия) оказывается, что Джеймс болен раком (тимома 2 стадии). Экспериментальное лечение, с целью уменьшения опухоли до оперируемой, не помогло Уилсону и стало известно, что ему осталось жить не более 6 месяцев (8 сезон, 21 серия). В конце сериала присутствует на мнимых похоронах Хауса, где сначала произносит трогательную речь, но потом начинает говорить оскорбительную правду о Хаусе, злясь, что тот его бросил в такое важное для него время. После того как Уилсон узнаёт, что Хаус жив, они решают провести последние полгода жизни Уилсона как можно лучше и уезжают путешествовать на мотоциклах.

## Факты
- В кабинете Уилсона висят постеры к фильмам «Головокружение» (англ. Vertigo) Альфреда Хичкока, «Печать зла» (англ. Touch of Evil) Орсона Уэллса, «Обыкновенные люди» (англ. Ordinary People) Роберта Редфорда.
- Уилсон — левша, у него I группа крови[11]; аллергия на крестовник и одуванчики[12].
- Первые слова Хауса, сказанные Уилсону при знакомстве: «Я всё уладил» (Хаус вытащил Уилсона из тюрьмы, где Уилсон находился по обвинению в вандализме, порче имущества и нападении)[6].
- В эпизоде «Во льдах» (4 сезон, 11 серия) во время одного из сеансов связи с пациенткой на антарктической станции Хаус обращается к ней по имени, что для него нетипично. В ответ на удивлённое замечание Уилсона об этом факте Хаус, стараясь показать, что данное обстоятельство ничего не значит, обращается по имени и к нему. Но при этом называет его «Боб», используя настоящее имя актёра Роберта Шона Леонарда.
- Уилсон пользуется техникой Apple, возможно является её фанатом. Его рабочий компьютер MacBook, а его мобильный телефон iPhone.
- Уилсон также ездит на автомобилях марки Volvo. Сначала его можно видеть за рулём Volvo S80 первого поколения, а позже за рулём нового Volvo S80 V8 второго поколения.
- В юношестве, сам того не зная, снялся в любительском порнофильме[13].
- Отдал часть своей печени пациенту и другу Такеру[14].
- Хаус считает, что у Уилсона дар сообщать плохие новости пациенту так, чтобы его благодарили.